# Sanremo 2024 (compilation)
Sanremo 2024 è la compilation ufficiale del Festival di Sanremo 2024, pubblicata il 9 febbraio 2024 in concomitanza con la 74ª edizione della manifestazione.
La raccolta è composta da due compact disc che contengono 15 brani ognuno, per un totale di 30 brani che hanno partecipato alla rassegna.
Differente è la versione dell'edicola che contiene 28 brani con 13 per il 1º CD e 15 per il 2º (non sono presenti Diodato e Alfa).

## Tracce

### CD1
1. Alessandra Amoroso – Fino a qui – 3:52 (testo: Alessandra Amoroso, Federica Abbate, Jacopo Ettorre, Alessandro Merli, Fabio Clemente – musica: Federica Abbate, Jacopo Ettorre, Alessandro Merli, Fabio Clemente, Pierfrancesco Pasini)
2. Irama – Tu no – 3:35 (Filippo Fanti, Giulio Nenna, Emanuele Mattozzi, Francesco Monti, Giuseppe Colonnelli)
3. Diodato – Ti muovi – 3:07 (Antonio Diodato)
4. Renga & Nek – Pazzo di te – 2:57 (Francesco Renga, Filippo Neviani, Diego Mancino, Dario Faini)
5. Annalisa – Sinceramente – 3:35 (testo: Annalisa Scarrone, Paolo Antonacci, Davide Simonetta – musica: Annalisa Scarrone, Davide Simonetta, Stefano Tognini)
6. Fiorella Mannoia – Mariposa – 2:57 (Fiorella Mannoia, Cheope, Carlo Di Francesco, Federica Abbate, Mattia Cerri)
7. Emma – Apnea – 3:00 (Emma Marrone, Davide Petrella, Paolo Antonacci, Julien Boverod)
8. BigMama – La rabbia non ti basta – 3:09 (testo: Marianna Mammone, Maria Lodovica Lazzerini – musica: Enrico Botta, Enrico Brun)
9. Ghali – Casa mia – 3:30 (Ghali, Davide Petrella, Michelangelo)
10. Il Volo – Capolavoro – 3:18 (Edwyn Roberts, Stefano Marletta, Michael Tenisci)
11. Negramaro – Ricominciamo tutto – 3:52 (testo: Giuliano Sangiorgi – musica: Davide Simonetta, Giuliano Sangiorgi)
12. Gazzelle – Tutto qui – 3:31 (Flavio Pardini, Federico Nardelli)
13. Dargen D'Amico – Onda alta – 3:34 (testo: Jacopo D'Amico, Cheope, Gianluigi Fazio, Stefano Marletta, Edwyn Clark Roberts – musica: Jacopo D'Amico, Gianluigi Fazio, Stefano Marletta, Edwyn Clark Roberts)
14. Loredana Bertè – Pazza – 2:48 (Loredana Bertè, Andrea Bonomo, Luca Chiaravalli, Andrea Pugliese)
15. Alfa – Vai! – 2:37 (Andrea De Filippi, Ian Brendon Scott, Mark Jackson)

Durata totale: 49:22
Note
- Ti muovi di Diodato e Vai! di Alfa sono assenti nella versione per edicola

### CD2
1. Geolier – I p' me, tu p' te – 3:07 (testo: Paolo Antonacci, Emanuele Palumbo, Davide Simonetta – musica: Francesco D'Alessio, Gennaro Petito, Davide Simonetta, Davide Totaro, Michele Zocca)
2. La Sad – Autodistruttivo – 3:09 (testo: Matteo Botticini, Francesco Emanuele Clemente, Enrico Fonte, Riccardo Zanotti – musica: Matteo Botticini, Marco Paganelli, Riccardo Zanotti)
3. Angelina Mango – La noia – 3:09 (testo: Angelina Mango, Francesca Caleari – musica: Angelina Mango, Dario Faini, Francesca Caleari)
4. Mahmood – Tuta gold – 2:58 (Alessandro Mahmoud, Iacopo Iannucci, Francesco Catitti)
5. Maninni – Spettacolare – 2:53 (Alessio Mininni, Maria Francesca Xefteris, Roberto William Guglielmi, Giovanni Pollex)
6. Ricchi e Poveri – Ma non tutta la vita – 3:10 (Cheope, Stefano Marletta, Edwyn Roberts)
7. Il Tre – Fragili – 3:09 (Guido Senia, Iacopo Sinigaglia, Giorgio Di Mario, Paolo Zou, Francesco Maria Aprili)
8. Sangiovanni – Finiscimi – 3:11 (Giovanni Damian, Pietro Miano, Fabio Campedelli, Andrea Ferrara, Federico Vaccari)
9. Mr. Rain – Due altalene – 3:17 (Mattia Balardi, Lorenzo Vizzini)
10. The Kolors – Un ragazzo una ragazza – 3:37 (Antonio Fiordispino, Alex Fiordispino, Davide Petrella, Francesco Catitti)
11. Fred De Palma – Il cielo non ci vuole – 2:52 (Federico Palana, Jacopo Ettorre, Julien Boverod)
12. Rose Villain – Click boom! – 3:45 (Rosa Luini, Davide Petrella, Andrea Ferrara)
13. Clara – Diamanti grezzi – 3:12 (testo: Clara Soccini, Alessandro La Cava, Francesco Micarelli – musica: Clara Soccini, Alessandro La Cava, Francesco Catitti)
14. Santi Francesi – L'amore in bocca – 2:52 (Alessandro De Santis, Mario Lorenzo Francese, Antonio Filippelli, Daniel Bestonzo, Cecilia Del Bono)
15. Bnkr44 – Governo punk – 3:25 (testo: Duccio Caponi, Jacopo Ettorre, Andrea Locci, Pietro Serafini, Marco Vittiglio – musica: Dario Lombardi, Jacopo Adamo)

Durata totale: 47:46

## Classifiche

### Classifiche settimanali
| Classifica (2024) | Posizione massima |
| ----------------- | ----------------- |
| Italia            | 1                 |

### Classifiche di fine anno
| Classifica (2024) | Posizione |
| ----------------- | --------- |
| Italia            | 83        |